# Resolución 177 del Consejo de Seguridad de las Naciones Unidas
La resolución 177 del Consejo de Seguridad de las Naciones Unidas, adoptada por unanimidad el 15 de octubre de 1962, después de examinar la solicitud de Uganda para la membresía en las Naciones Unidas, el Consejo recomendó a la Asamblea General que Uganda fuese admitida.